# Paraphoxus variatus
Paraphoxus variatus är en kräftdjursart. Paraphoxus variatus ingår i släktet Paraphoxus och familjen Phoxocephalidae. Inga underarter finns listade i Catalogue of Life.